# Шуменско плато (природен парк)
„Шуменско плато“ е природен парк в България.

## Местоположение
Паркът се простира на територията на две държавни лесничейства – Шумен и Велики Преслав.

## Статут
На 5 февруари 1980 г., със заповед № 79 на Комитета за опазване на природната среда (КОПС), за да се опазят и съхранят растителните и животински общности, характерният платовиден ландшафт, разнообразието на местата, подходящи за отдих и туризъм, 3895,8 ха от Шуменското плато са обявени за защитена природна територия – народен парк, който през 1998 г. е прекатегоризиран в природен. През 1992 г. е изработен паркоустройствен проект.

## Климат
Климатът е умерено-континентален.

## Описание
Природните дадености на парка и непосредствената близост до града, както и изградената пътно-алейна мрежа правят парка предпочитано място за отдих, спорт и туризъм.
Шуменското плато е интересно геоморфоложко образувание в източните предели на Дунавската хълмиста равнина, обособило се в резултат на взаимодействие между вътрешните и външни земни сили върху кредни материали. Било е част от стара заравненост от сарматски произход.
Склоновете му са стръмни като на места горната част завършва с живописни скални венци. В релефа на парка се открояват три основни части – местността „Илчов баир“, ридово възвишение в източната част и обширен скат – местността „Кьошковете“. Средната надморска височина е 350 м, а най-високата точка – 502 м е в местността „Търнов табия“. Варовици, пясъчници и мергели изграждат Шуменското плато, което е позволило природните стихии да формират причудливи форми на повърхността и под нея. В района на парка има около 60 пещери. Най-голяма е пещерата Бисерна – двуетажна, с дължина около 2,6 км. През Средновековието част от пещерите са превърнати в скални килии, църкви и манастири.

## Флора
Растителният свят е представен от 550 вида висши растения, които са от 245 рода и 64 семейства. От тях 18 вида са включени в Червената книга на България, 6 вида в тази на Шуменския регион, а над 100 вида са лекарствени. Преобладава букът. Насажденията от него са от естествен произход и на възраст 80 – 100 години. Букът съжителства с габър, цер, клен, ясен, сребролистна липа, космат дъб, няколко вида круша.
Висшите растения играят главна роля в състава на растителната покривка. Те наброяват 550 вида от 245 рода и 64 семейства. Фитоценотичния състав на парка се характеризира с разпространението на 95 дървесно-храстови и 35 тревни екосистеми и скални групировки. На около 15% от неговата територия са извършени залесителни мероприятия с дървесни видове като черен бор, бял бор, акация, липа и др.
Почти 90% от територията на парка е заета от екосистемите на дърветата и храстите. Тревните екосистеми имат подчертано второстепенно значение като на места заедно със скалните групировки съставляват характерен ландшафтен елемент. Екосистемите на мизийския бук заемат централно място в растителната покривка на ПП „Шуменско плато“ и имат значителна стойност в ботаническо отношение. Отличават се с висока склопеност на дървостоите – 0.7 – 0.8 и имат слабо развитие на храстовия етаж, който се състои от леска, кучешки дрян, чашкодрян, глог, джанка. Мизийският бук принадлежи към коренната растителност на Шуменското плато. С цел съхраняване на този дървесен вид е обявена защитена територия – резерват „Букака“ с площ 62,6 ха. В насажденията се срещат и дървесни видове като обикновен габър, цер, благун, келяв габър, дива череша, зимен дъб и др. Най-голяма площ от територията на Природен парк „Шуменско плато“ заемат екосистемите на келявия габър. В по-голямата си част (около 60%) те имат смесен дървостой. Разпространени са предимно в източните и южните части на парка и имат по-често храсталачен хабитус поради влиянието на човешката дейност. Под нейно влияние на места екосистемите са разредени и се заменят с тревни ценози.
В състава на смесените дървостои се включват 15 вида дървета, 13 вида храсти и над 195 вида тревни растения. Екосистемите на обикновения габър заемат ¼ от площта на парка, който също принадлежи към коренната растителност на Шуменското плато. Има издънков произход и на места е с храстовиден вид. Екосистемите на обикновения габър са разпространени предимно по сенчестите изложения. Те са смесени и техния флористичен състав включва около 120 вида. Около 6% от площта на парка е заета от храстови и тревни видове. В резултат на проведени флористични проучвания в природния парк са установени 9 вида защитени, 3 вида застрашени и 12 вида редки растения.

## Фауна
Зоолозите наблюдават в парка 109 вида гръбначни животни: 28 вида бозайници, 61 вида влечуги и 6 вида земноводни. Птиците са най-широко застъпената група в парка – голям синигер, червеногръдка, чинка, кос, поен дрозд. В основите на паметника „Създатели на българската държава“ през летните месеци се наблюдават колонии от скална лястовица.
Като цяло фауната е съставена главно от европейски, европосибирски и други северни видове, навлезли тук през кватернера.

## Културно наследство
- Стратегическото положение на Шуменското плато определя и неговата значителна роля в историческото минало. Естествено укрепено и защитено, то е било заселено от дълбока древност. През различните исторически епохи тук са съществували много крепости, селища, монашески килии, църкви и скални манастири, за които свидетелстват намерените археологически останки. Първите археологически проучвания са дело на чешкия археолог Карел Шкорпил.

- Пещерите по платото са друг детайл от неговата история. Много от тях са служили за жилища на хората. По северния скалист склон, известен под името „Цар Крумови порти“,[1] близо до Шуменската крепост се намират седем различни по големина пещери. Подовете им са почти хоризонтални. Някои от пещерите са съединени с проходи. За пръв път са проучени от Р. Попов през 1901 г. Намерените оръдия на труда от камък, кремък и кост са доказателство, че пещерите са били обитавани от човека през каменно-медната епоха.

- В археологическия пейзаж на платото се вписват и останките от няколко тракийски селища, датирани в периода IV – II в. пр.н.е. Те се намират в местността „Висока поляна“, вляво от местността „Харачи боаз“ и в местността „Бобата“. Селището в местността „Висока поляна“ е с добре запазени останки от землено укрепление с височина два метра. Това в местността „Харачи боаз“ е разположено на площ от 20 дка, върху която са намерени фрагменти от глинени съдове. Руините на селището в местността „Бобата“ дават основание да се предполага, че то се е състояло от две каменни концентрични укрепления. Във вътрешното е живяла тракийската върхушка, а във външното – останалото население.

- Късноантично селище и крепост от IV – VI в. са разкрити в местността „Баш Бунар“, намираща се на североизток от кв. Дивдядово. Друга късноантична крепост от V – VI в. с добре запазени и до днес крепостни стени високи до три метра, има на „Сиври тепе“ – самостоятелно възвишение североизточно от с. Кочово.

- По склоновете на Шуменското плато са разпръснати и редица скални манастири, църкви и монашески килии. Те са забележителни паметници, свързани с религиозния, културния и просветния живот от времето на Второто българско царство. В тях са намирали подслон отшелници-монаси. Вероятната датировка на повечето от манастирите е XII – XIV в.

- През XVIII – XIX в. на платото са построени над 13 военни укрепления – редути, фортове и ретраншменти, представляващи част от укрепителната система на считания от военните специалисти за непревземаем град Шумен. В руско-турските войни от края на XVIII в. и началото на XIX в. около тях са се водили множество кръвопролитни сражения.

### Шуменска крепост
Шуменската крепост е най-значимият исторически и археологически обект на платото. Проучванията, започнали в 1957 г., доказват, че Шумен е едно от най-старите селища в страната, датирано отпреди 3000 години. Крепостта се издига в източната част на Шуменското плато върху скалистия хълм Хисар. При направените археологически разкопки са открити обекти с крепостна, църковна и гражданска архитектура, които свидетелстват за гъстото застрояване на града през всички исторически епохи, но най-вече по време на Второто българско царство.

## Проекти и програми
През изминалите години Дирекцията на парка натрупва положителен опит в работата по съвместни проекти с други организации, свързани с почистването и озеленяването на защитената територия.
Първият спечелен проект през 1999 г. бе на тема „Опознаване на защитената територия и екологичното ѝ значение“ съвместно с ученици от школата по екология към Обединен детски комплекс – Шумен. Направено бе екологично проучване на чисотата на почвите, водите и въздуха в най-посещаваните местности в парка. От лабораторните анализи на взетите проби се установи, че на територията на парка не се наблюдават замърсявания над допустимите стойности вследствие антропогенно или друго въздействие.
Съвместно с Обединената школа по изкуствата и Обединения детски комплекс в Шумен през 1999 и 2000 г. са спечелени проекти на тема: „Най-икономичен проект за почистване на терени, замърсени с битови отпадъци и озеленяване“. При реализирането им са проведени почистване на парка, озеленяване на определени територии, конкурси за изработване на хранилки и къщички за птици, викторини за флората, фауната и туристическите маршрути в парка, конкурс за изработване на кошчета за отпадъци, поставяне на кошчета и почистване на екомаршрута, изложби от конкурсни творби и материали, представяне на филми, запознаващи с парка. Проектите са документирани с кратки видеофилми и популяризирани чрез медиите.
През 2001 г., съвместно с Общинския детски комплекс в Шумен, е спечелен проект на тема „Най-икономичен проект за почистване и озеленяване на терени, замърсени с битови отпадъци, околоблокови пространства и училищни дворове“.

### Образователни програми
С разнообразни инициативи за деца и учащи традиционно се отбелязват Седмицата на гората, Месеца за защита на природата, Денят на Земята и Екологията. Всяка година се провеждат конкурс за рисунка, разказ и стихотворение на тема: „Шуменското плато – част от нашия дом“ регионално състезание – “Познавате ли ПП „Шуменско плато“ Седмица на екологичните предизвикателства беседи и лекции за всички възрастови групи екскурзии за опознаване на защитената природна територия.
С голямо нетърпение се очакват и с огромно желание се посещават провежданите през летните месеци екопленери и експедиции на територията на парка. В тях участват деца с подчертан интерес към природата и класирани на присови места в провежданите конкурси и инициативи. Незабравими остават екскурзиите сред природата, запознаването с туристическите маршрути, с представителите на животинския и растителния свят, викторините и занимателните игри, вечерите с Горския цар, заниманията с природни материали, изработването на дървопластики, рисуването сред природата и др. По този начин децата не само се запознават с природните дадености на парка, но и осъзнават необходимостта от тяхното опазване. Така се постигат и целите и задачите на екологичните образователни програми от дейността на парка.

## Резервати
- Букака